# José Amarillas Valenzuela
General José Amarillas Valenzuela fue un militar mexicano que participó en la Revolución mexicana. Nació en 1878 en Potam, municipio de Guaymas, Sonora. De ascendencia yaqui. Se unió a la lucha contra Victoriano Huerta, formando parte de los “Fieles de Huiviris”, bajo el mando del Capitán Lino Morales. Junto con el General Álvaro Obregón, llevó a cabo toda la Campaña del Noroeste. A fines de 1914, en Veracruz, los yaquis formaron el 20.º Batallón de Sonora, bajo el mando de Lino Morales y Amarillas Valenzuela. El 14 de febrero de 1924, participó en la Batalla de Ocotlán junto al General Joaquín Amaro Domínguez y al General Heliodoro Charis, quien fue herido. Fue Jefe de Operaciones en varios estados, llegando a obtener el grado de General de División. Murió en Sonora, Sonora en 1959, sus restos fueron llevados a Irapuato, Guanajuato.